# 野球王国
野球王国（やきゅうおうこく）は、野球の盛んな都道府県を指す用語。「サッカー御三家」などとともに、賞賛を表す表現として古くから使われてきた言葉である。自薦・他薦を問わず用いられる。都道府県ごとに区切られるが、地方や都市ごとに区切られるケースは少ない。例外的に四国だけは地方全域で「野球王国」と呼ばれている。

## 概要
具体的な内容としては以下のケース。
- 草野球・高校野球・プロ野球を問わず、常に盛んである。
- 高校野球の強豪校が存在し、プロ野球選手を輩出している。
- 地域が住民ぐるみで野球への参加が多く、理解が深い。
- 新聞・スポーツ雑誌などで頻繁に扱われ、用語として定着している[2]。

### 別称
- 類似用語として「野球大国」「野球どころ」が存在し、こちらも近年よく使われている[5][6][7]。
- 一つの記事に「野球王国」と「野球どころ」の二つの言葉を混在させているケースもあるが[6]、いずれも意味はほぼ同じと見られる。「野球どころ」はより小規模のケースで用いられることもある[8]。
- メディアによっては「野球王国」よりも「野球どころ」の方が多く用いられている[9][10]。

### 語の発祥
- かなり古くから「野球王国」という言葉はメディアで使われており、『野球界』1926年9月号に「中学チームの花形たりし 『埋れ木のひとびと』 向坂信次郎君 彼は昔日の野球王国 呉中学の出身」というタイトルの記事が載る[11]。本文にも「野球王国呉中学」という記事が載り、当時は都道府県単位だけでなく、学校にも「野球王国」という言葉が使われていた[11]。「呉中学」とは現在の広島県立呉三津田高等学校のこと。

## 歴史
高校野球の前身である全国中等野球大会が関西で始まったのも「野球王国」が関係している。日本のマスコミ各社は新聞拡販のため、学生スポーツを支援してきたが、この大会を主催した朝日新聞社の本社が大阪にあったこと、当時は東京一極集中ではなく、大阪も商業都市として勢いがあったことなどの理由の他に、当時の中等野球は関東より、関西で人気があり、強い学校が西日本に多かったことが挙げられる。草創期の日本野球は、西日本でも、近畿、中国、四国地方に強豪校が多く、とりわけ兵庫県、京都府、和歌山県、広島県、香川県、愛媛県、そして例外的に東海地方の愛知県が野球王国であった。大阪府は、戦前に市岡中学が準優勝しているが、強豪県となるのは戦後になってからで、東日本で強かったのは東京近辺のみであった。北陸や東北、北海道が強くなるのは最近になってからである。冬の雪による練習不足を室内練習場でカバーしたり、野球の強い地域から野球留学生が来るようになったりしたためである。

## 日本

### 北海道
- 該当地域【全域】[2]

北海道日本ハムファイターズへの熱狂ぶりも特徴的。

### 東北
- 該当地域【岩手県】[15]

### 関東
- 該当地域【群馬県、千葉県、神奈川県】[2]

### 中部
- 該当地域【静岡県、愛知県、岐阜県】[2]

中日ドラゴンズへの熱狂ぶりも特徴的。

### 近畿
- 該当地域【京都府、大阪府、兵庫県、和歌山県】[2]

少年野球や高校野球が盛んなことで知られている。特に少年野球は全国屈指のレベルと称され、全国高校野球選手権大会でも勝率全国一位を誇る。かつてのPL学園高等学校や大阪桐蔭高等学校、智辯和歌山高等学校など強豪校が多い。
プロ野球に対する関心も強く、特に阪神タイガースへの熱狂振りで知られている。

### 中国
- 該当地域【広島県】[2]

日本野球草創期からの野球王国として知られる。現行プロ野球が始まった1936年に先立つ1934年にポプラ社から、最初の「スポーツ人国記」の一つと思われる『スポーツ人國記』（サンデー毎日、1931年9月〜1932年10月の連載をまとめたもの）が刊行されたが、この書の中で、「広島は兵庫、香川と相ならんで、野球県の三幅対を成している」「サッカーの一中、附中に対して広陵、広商の野球は天下に普く鳴るところ、東都の六大学リーグに人材を送っている事はむしろ兵庫、香川等を凌いでいる観がある」と、当時の六大学の中心選手が広島出身者で占められていると紹介し、広島県を「日本無敵の野球国」と評している。
また、原爆復興の象徴として1950年に、唯一の市民球団として誕生した“広島カープ”は、苦難の歴史を乗り越え、後に親会社の参画を受けたものの、半世紀以上もの間、本拠地、チーム名を変更することなく広島の地に存続している。近年では野球も含めて「スポーツ王国」と呼ばれることも多い。

### 四国
- 該当地域【全域】[2]

全域にわたって野球熱が高く、戦前の中等学校野球創成期より活躍する四国四商をはじめとして高校野球の強豪が多い。また、正岡子規や宮武三郎など野球殿堂入り人物も多く輩出しており、現在活動している中で最古の独立リーグである四国アイランドリーグplusも存在する。
特に愛媛県は県内全域で野球への関心が高く、少年野球・高校野球においては、地域住民みんなでサポートする風習が残っている。野球拳の発祥地でもある。

### 九州
- 該当地域【全域】[2]

かつては野球に対し、冷めた土地柄であった。それは春夏の甲子園大会に象徴される戦前の中等学校野球大会、戦後の選抜、夏選手権で全国制覇を狙える強いチームが少なかっためである。

福岡ソフトバンクホークスへの熱狂ぶりも特徴的。

### 沖縄
- 該当地域【全域】[2]